# Bajuszpedrő
A bajuszpedrő a bajusz illetve szakáll formázására való, magyar eredetű, eredetileg viasz, zsír és velencei terpentin összeolvasztása és keverése útján kapott, 19. század eleji kozmetikai készítmény. Viaszt fehéret vagy sárgát használtak. A zsír helyett esetleg vajat vagy olajat, a terpentin helyett kopaivabalzsamot vagy damár-gyantát alkalmaztak. A bajuszpedrőt illóolajakkal s perubalzsammal szagosították. Különféle színűre megfestve árulták. Mai változata bajusz wax, illetve szakáll wax néven kapható.

## Fajtái
Nálunk a tiszaújlaki bajuszpedrő volt a legismertebb. Az ú. n. '''magyar bajuszpedrő''' úgy készült, hogy viasz, gumi, szappan-por és víz keverékét enyhén melegítik és a megolvadt tömeget a kihűlésig folytonosan kevergetik, hogy a viasz igen apró csöppecskékre oszoljék szét. A bajuszpedrőnek ezt a fajtáját zárt edényekben kell tartani, mert a levegőn kiszárad és megkeményedik. A bajuszpedrők általában három színben kaphatók: fehér, barna és fekete. A 19. század végén, a nagy választék közül a persai Persay Gyula (1855–1924) zala-novai gyógyszerész által előállított "Persay féle zalai bajuszpedrő", az egyik leghíresebbé vált; a "kiváló tulajdonságai folytán állandóan puhán tartotta a férfiak ékességét"; ez a bajuszpedrő többféle reklámot kapott az akkori újságokban és kapható volt a legtöbb gyógyszertárban és fodrász-termekben.